# Graf Ignatievo, Plovdiv
Graf Ignatievo (în bulgară Граф Игнатиево) este un sat în comuna Marița, regiunea Plovdiv,  Bulgaria. 

## Demografie
Componența etnică a satului Graf Ignatievo
     Romi (4,74%)
     Turci (3,61%)
     Bulgari (83,76%)
     Nicio identificare (7,87%)
La recensământul din 2011, populația satului Graf Ignatievo era de 1.854 locuitori. Din punct de vedere etnic, majoritatea locuitorilor (83,76%) erau bulgari, existând și minorități de romi (4,74%) și turci (3,61%). Pentru 7,87% din locuitori nu este cunoscută apartenența etnică.